# Great Longstone
Great Longstone – wieś w Anglii, w hrabstwie Derbyshire, w dystrykcie Derbyshire Dales. Leży 39 km na północny zachód od miasta Derby i 221 km na północny zachód od Londynu.